# Reprezentacja Czechosłowacji w piłce ręcznej mężczyzn
Reprezentacja Czechosłowacji w piłce ręcznej mężczyzn – narodowy zespół piłkarzy ręcznych Czechosłowacji. Reprezentował kraj w rozgrywkach międzynarodowych. Został rozwiązany w 1993 r. na skutek rozpadu państwa, a jego sukcesorami stały się dwie reprezentacje: Czech oraz Słowacji.

## Turnieje

### Udział wmistrzostwach świata
| Rok  | Wynik | Źródło |
| ---- | ----- | ------ |
| 1938 | –     |        |
| 1954 | 3.    |        |
| 1958 | 2.    |        |
| 1961 | 2.    |        |
| 1964 | 3.    |        |
| 1967 | 1.    |        |
| 1970 | 7.    |        |
| 1974 | 6.    |        |
| 1978 | 11.   |        |
| 1982 | 10.   |        |
| 1986 | 13.   |        |
| 1990 | 7.    |        |
| 1993 | 7.    |        |

### Udział wigrzyskach olimpijskich
| Rok  | Wynik | Źródło |
| ---- | ----- | ------ |
| 1936 | –     |        |
| 1972 | 2.    |        |
| 1976 | 7.    |        |
| 1980 | –     |        |
| 1984 | –     |        |
| 1988 | 6.    |        |
| 1992 | 9.    |        |